# Borislav Popović
Borislav „Bora“ Popović (serbisch-kyrillisch: Борислав Поповић; * 1931 in Novi Sad; † 6. Februar 2009 in Belgrad) war ein jugoslawisch-serbischer Theater- und Opernregisseur. Er war Direktor der Oper am Nationaltheater Belgrad und Gründer des Opernstudios Borislav Popović am Nationaltheater.

## Biografie
Popović wurde 1931 in Novi Sad im damaligen Königreich Jugoslawien geboren. Er absolvierte ein Regiestudium an der Akademie für Theaterkunst in Belgrad (heute Fakultät für Dramatische Künste), in der Klasse von Professor Josip Kulundžić.

### Regiekarriere

#### Engagement am Nationaltheater
Als Regisseur trat Popović 1955 in das Schauspielensemble des Nationaltheaters in Belgrad ein und blieb dort bis zu seiner Pensionierung. An diesem Theater inszenierte er mehr als fünfzig Schauspiel- und Opernaufführungen.

#### Schauspielregie
Popovićs Schaffen umfasste Inszenierungen von Klassikern der Weltliteratur, darunter:
- Der Kaufmann von Venedig (William Shakespeare)
- Julius Caesar (William Shakespeare)
- Viel Lärm in Chiozza (Carlo Goldoni)

#### Opernregie
Popović war von 1980 bis 1983 Direktor der Oper des Nationaltheaters in Belgrad. Als Gastregisseur arbeitete er häufig an Opernhäusern in Novi Sad, Ljubljana, Sarajevo und Skopje und war 1987 und 1988 auch Operndirektor in Rijeka. Im Laufe seiner Karriere inszenierte er etwa siebzig Operntitel, darunter:
- La traviata (Giuseppe Verdi)
- Der Troubadour (Giuseppe Verdi)
- Otello (Giuseppe Verdi)
- Die Macht des Schicksals (Giuseppe Verdi)
- Carmen (Georges Bizet)
- Der Barbier von Sevilla (Gioachino Rossini)
- Die Zauberflöte (Wolfgang Amadeus Mozart)
- Figaros Hochzeit (Wolfgang Amadeus Mozart)
- La Bohème (Giacomo Puccini)
- Tosca (Giacomo Puccini)

### Pädagogische Tätigkeit

#### OpernstudioBorislav Popović
Popović gründete 1994 das Opernstudio am Nationaltheater in Belgrad, in dem er mit gelegentlichen Unterbrechungen bis zu seinem Tod arbeitete. Auf Beschluss des Kulturministeriums der Republik Serbien und des Verwaltungsrats des Nationaltheaters wurde das Opernstudio am 30. März 2009 offiziell „Borislav Popović“ benannt. Das Studio bietet ein zweijähriges Ausbildungsprogramm für junge Sänger an, darunter Studenten der Fakultät für Musik an der Universität der Künste Belgrad, für die es ein Pflichtfach ist, sowie andere talentierte Personen, die über ein Vorsingen aufgenommen werden.

#### Akademie der Schönen Künste
Ab 2004 war Popović pädagogisch im Rahmen des Opernstudios an der Akademie der Schönen Künste in Belgrad (heute Alfa BK Universität) tätig.

## Auszeichnungen und Anerkennungen
- Sterija-Preis für Regie
- Mehrere Auszeichnungen des Nationaltheaters Belgrad